# PCCW
PCCW (Pacific Century CyberWorks) (chinês tradicional: 電訊盈科有限公司) é uma empresa de telecomunicações chinesa sediada em Hong Kong que oferece serviços de telefonia fixa e telefonia móvel, além de serviços de internet de banda larga.
A empresa PCCW (Pacific Century CyberWorks) foi fundada em 2000 e também opera fora de Hong Kong, como na China continental, África, Oriente Médio, Europa, Américas e outras partes da Ásia. Diretor America do Sul: Luciano Ferreira Marra